# Arturo Carmona
Arturo Aram Carmona Rodríguez (Monterrey, 9 de julio de 1976) es un actor y presentador de televisión mexicano.

## Biografía
Sus inicios fueron en la colonia Lomas de Anáhuac, en el municipio de Monterrey, donde Inició su carrera como futbolista, pero más tarde, ingresó a un programa de deportes, sus primeros pasos en la actuación, fueron en algunas obras de teatro, y como conductor se inició en un programa de revista llamado Club 34.
En 2005, ingresa a la casa de Big Brother VIP.
Debutó en la telenovela Duelo de pasiones. Se dio a conocer en la telenovela La verdad oculta de 2006, remake de otra telenovela mexicana producida también por Emilio Larrosa en 1986, llamada El camino secreto. Un año después en 2007 se integraría al elenco de la nueva versión de Destilando amor, remake de la telenovela colombiana Café con aroma de mujer, ese mismo año se integró al elenco de la nueva versión Muchachitas como tú, compartiendo roles junto con Ariadne Díaz, Begoña Narváez, Gloria Sierra y Gabriela Carrillo, entre otros. En el 2008, Arturo tendría su primer antagónico interpretando al malvado "Amador Robles" en Cuidado con el ángel, bajo la producción de Nathalie Lartilleux Nicaud, quien sería la misma quien lo convocaría al siguiente año para co-prtotagonizar Mar de amor al lado de Zuria Vega y Mario Cimarro.
Comenzó siendo futbolista en los equipos locales de su ciudad natal Monterrey, Nuevo León.
Participó en el reality show Big Brother en México.
En 2010 tuvo una participación especial en la telenovela Triunfo del amor como Gonzalo.
En 2011, interpreta a Víctor, un futbolista, en la telenovela Rafaela. Para esto, al año siguiente, aparecería brevemente en Por ella soy Eva al lado de Lucero y Jaime Camil. Ese mismo año, actuaría al lado de Victoria Ruffo y Ernesto Laguardia en Corona de lágrimas.
En 2013, regresa a las telenovelas con La tempestad. Un año después, en 2015, encarnaría al comandante Fidel Chávez en La vecina en la que compartiría roles con Esmeralda Pimentel, Juan Diego Covarrubias, Javier Jattin y Carlos Bracho. En 2016, Nathalie Lartilleux lo integraría en Un camino hacia el destino, en la que interpretará al docente Diego.
En 2021, Carmona se perfila como candidato del PRI a diputado federal por el Distrito 11 por Nuevo León.
En 2022, actuaría de nueva cuenta al lado de Victoria Ruffo y Maribel Guardia en Corona de lágrimas 2.
En 2023, fue participante de La casa de los famosos en su tercera temporada, llegando a estar hasta por 9 semanas dentro de la casa, ya que el 20 de marzo de 2023 el público por votación decidió que quedara eliminado de la competencia.

## Trayectoria

### Telenovelas
- Monteverde (2025) - Néstor Serrano[1]
- Fugitivas, en busca de la libertad (2024) - Nicolás Arteaga[2]
- El Junior: El Mirrey de los Capos (2023) - Rutilo[3]
- Los ricos también lloran (2022) - Pedro Villareal[4]
- S.O.S Me estoy enamorando (2021-2022) - Pedro
- Te doy la vida (2020) - Eduardo Robles[5]
- Médicos, línea de vida (2019) - Fausto[6]
- Por amar sin ley (2019) - Daniel Olguín
- Ringo (2019) - Alejo Correa
- Caer en tentación (2018) - Leonardo
- Enamorándome de Ramón (2017) - Antonio Fernández Rivas
- Un camino hacia el destino (2016) - Diego Martínez
- La vecina (2015-2016) - Fidel Chávez
- La tempestad (2013) - José Manríquez
- Corona de lágrimas (2012-2023) - Apolinar "Polo" Pantoja[7]
- Por ella soy Eva (2012) - Mario Lizárraga
- Rafaela (2011) - Víctor Acuña
- Triunfo del amor (2010) - Gonzalo Candela
- Mar de amor (2009-2010) - Santos Nieves
- Cuidado con el ángel (2008-2009) - Amador Robles
- Muchachitas como tú (2007) - Diego Velásquez
- Destilando amor (2007) - Alfredo Loyola
- La verdad oculta (2006) - Mauricio Medina
- Duelo de pasiones (2006) - Desconocido

### Programas
- ¿Qué dicen los famosos? (2023) - Invitado[8]
- El príncipe del barrio (2023) - Invitado[9]
- La casa de los famosos (2023) - Concursante[10]
- Guerreros México (2020) Invitado "Equipo Cobras"
- Nueva vida (2013) - Esteban
- Hoy (2005 - 2009, 2020) - Conductor
- Ugly Betty (2006 - 2007) - Alejandro
- ¡Qué noche! (2006) - Conductor
- Big Brother (2005) - Concursante

### Cine
- El alien y yo (2016) - Guardia
- Las armas del alba (2013) - Pablo Gómez

### Teatro
- No me toquen eso (2019)[11]
- Porque los Hombres Aman a las Cabronas (2016)[12]
- Tres parejas disparejas (2014)[13]
- Más vale Viuda que Dejada (2003)[14]